# Das Sprachbastelbuch
Das Sprachbastelbuch ist ein 1975 erschienenes Kinderbuch aus Österreich. 2005 erschien eine veränderte Neuauflage des Buches in neuer deutscher Rechtschreibung.
Die Autoren Hans Domenego, Ernst A. Ekker, Vera Ferra-Mikura, Friedl Hofbauer, Hilde Leiter, Mira Lobe, Lene Mayer-Skumanz, Christine Nöstlinger, Brigitte Peter, Käthe Recheis und Renate Welsh schufen für dieses Buch ein Schimpfwörter-Abc, kuriose Bauernregeln und närrische Werbesprüche, Rätsel, Limericks und Spielanleitungen, Schüttelreime, Känguruhwörter, Gedichte, Palindrome, Spiegelschrift-Texte etc.
Illustriert wurde das Buch von Gerri Zotter.
2008 erschien Das neue Spr chb stelb ch, herausgegeben von Rosa Maria Plattner. Das Buch der Autoren Gerda Anger-Schmidt, Käthe Recheis, Friedl Hofbauer, Edith Schreiber-Wicke und Franz Sales Sklenitzka lehnt sich an das Konzept des Originals an.

## Auszeichnungen
- Österreichischer Kinder- und Jugendbuchpreis
- Grafikerpreis der Fiera di Bologna
- Ehrenliste zum Hans-Christian-Andersen-Preis
- Auswahlliste Deutscher Jugendbuchpreis
- Reihe „Die schönsten Bücher Österreichs“
- Ehrenliste zum Kinder- und Jugendbuchpreis der Stadt Wien

## Bibliografische Angaben
- Hans Domenego, Helmut Leiter (Hrsg.): Das Sprachbastelbuch: schreib deinen Namen auf: was reimt sich drauf? Jugend und Volk, Wien und München 1975, ISBN 3-8113-1231-6.
- Hans Domenego, Helmut Leiter, Gerri Zotter (Hrsg.): Das Sprachbastelbuch: schreib deinen Namen auf: was reimt sich drauf? Ein sehr ernsthaftes Buch, ein sehr komisches Buch, ein Buch mit Ideen und Texten. G und G, Wien 2005 (veränderte Neuauflage), ISBN 3-7074-0277-0.
- Rosa Maria Plattner (Hrsg.): Das neue Spr chb stelb ch. G & G, Wien 2008, ISBN 978-3-7074-0397-8.